# Chicago-expressen
Chicago-expressen (engelska: Silver Streak) är en amerikansk thriller-komedifilm från 1976 i regi av Arthur Hiller. I huvudrollerna ses Gene Wilder, Jill Clayburgh och Richard Pryor, med Patrick McGoohan, Ned Beatty, Clifton James och Richard Kiel i större biroller. Filmmusiken komponerades av Henry Mancini. Detta var första gången Wilder och Pryor spelade mot varandra på film, de skulle komma att göra ytterligare tre filmer tillsammans.

## Handling
På en tågresa mellan Los Angeles och Chicago finner George Caldwell såväl romantik som att han svävar i livsfara, sedan han tror sig ha bevittnat ett mord.

## Rollista i urval
- Gene Wilder – George Caldwell
- Jill Clayburgh – Hildegarde "Hilly" Burns
- Richard Pryor – Grover T. Muldoon
- Patrick McGoohan – Roger Devereau
- Ned Beatty – Bob Sweet / FBI-agent Stevens
- Clifton James – Sheriff Oliver Chauncey
- Ray Walston – Edgar Whiney
- Scatman Crothers – Porter Ralston
- Len Birman – Chief Donaldson
- Lucille Benson – Rita Babtree
- Stefan Gierasch – Professor Schreiner / Johnson
- Valerie Curtin – Plain Jane
- Richard Kiel – Reace
- Fred Willard – Jerry Jarvis
- Henry Beckman – mötesdeltagare